# Чайнатаун (Лос-Анджелес)
Чайнатаун (англ. Chinatown) — район у центрі Лос-Анджелеса, штат Каліфорнія, який у 1938 році став комерційним центром для китайських та інших азійських компаній у центрі Лос-Анджелеса. У цьому районі є ресторани, магазини та художні галереї, але також є житловий район із низьким рівнем доходу, населення, що старіє, становить близько 20 000 жителів.
Початковий китайський квартал був побудований наприкінці 19 століття, але його було знесено, щоб звільнити місце для станції Юніон, головного транспортного центру міста. Окремий комерційний центр, відомий як "Новий китайський квартал", відкрився для бізнесу в 1938 році.

## Історія
Чайнатаун може стосуватися одного з трьох місць поблизу центру Лос-Анджелеса. Те, що зараз відомо як Старий Китайський квартал, відноситься до початкового розташування на Аламеда і Мейсі (1880–1933). Старий Чайна-таун був переміщений будівництвом Юніон-Стейшн, і наприкінці 1930-х років на північ від Старого Чайнатауна було побудовано два конкуруючі Чайна-тауни: Чайна-Сіті (1938–1948) і Новий Чайнатаун (1938–сьогодні). Чайна-Сіті було відбудовано лише через рік після відкриття через підозрілу пожежу, але інша пожежа в 1948 році назавжди призупинила його роботу.
Наприкінці 1950-х років угоди про використання та володіння власністю були скасовані, що дозволило китайським американцям жити в інших районах і отримати доступ до нових типів зайнятості.
У 2010-х і 2020-х роках було завершено будівництво кількох великих багатофункціональних і багатоквартирних житлових будинків, таких як інші райони в центрі Лос-Анджелеса та навколо нього. Активісти та члени міської ради були стурбовані зростанням орендної плати та переміщенням тривалих мешканців, багато з яких мали низькі доходи, оскільки ці проекти ревіталізації були затверджені. Міська влада та житлові активісти обговорювали, скільки доступного житла має бути включено до ринкових квартир та кондомініумів. З 2019 року в районі не було продуктового магазину в центрі з великим вибором, доступними цінами та незмінно високою якістю, який відкривався рано і закривався пізно.